# Krampus

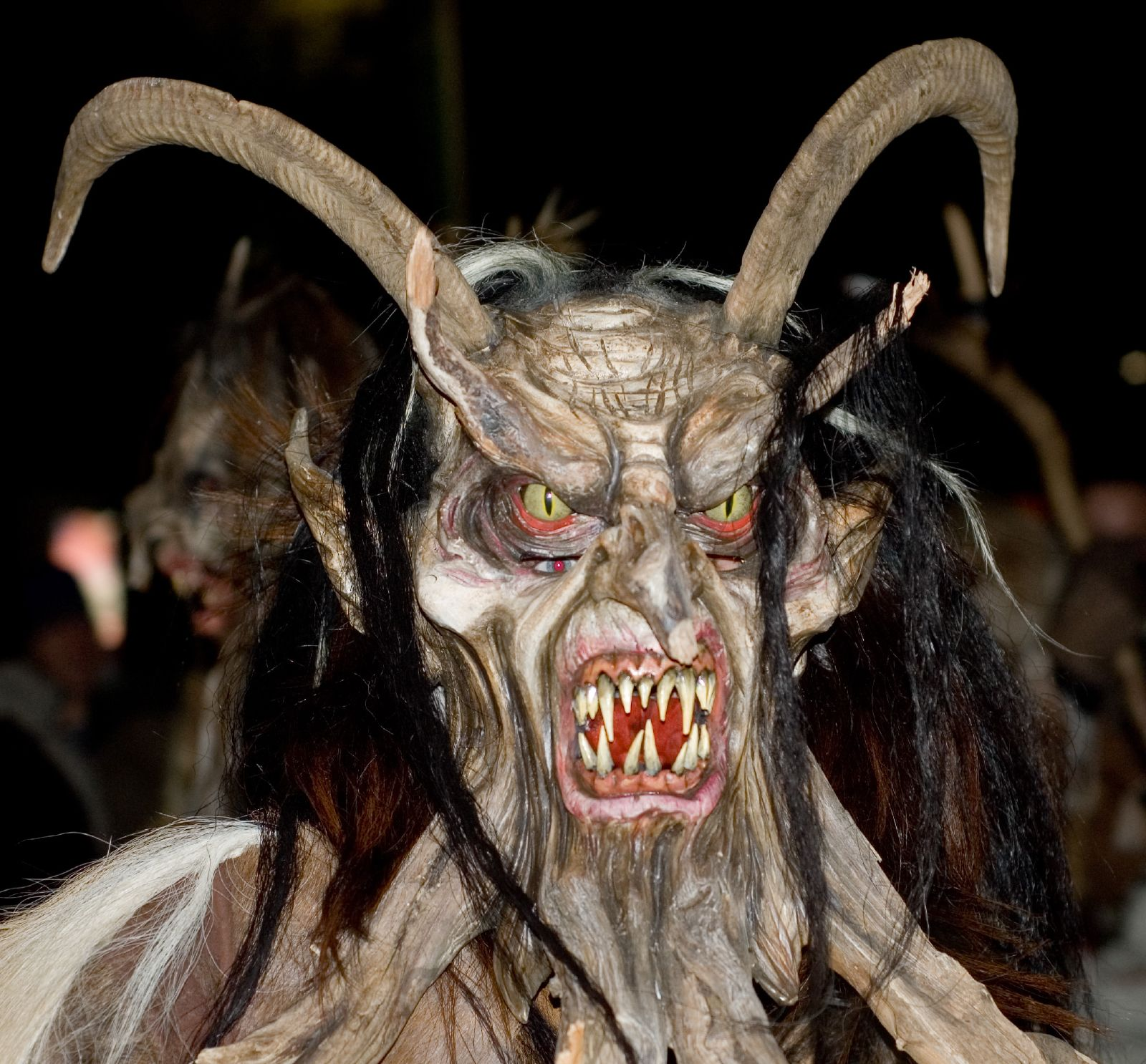
Maska inspirowana postacią Krampusa

Krampus (niem. Krampen – "pazur") wywodzi się z austriacko-bawarskiego folkloru alpejskiego, uważany za pół kozę, pół demona. W trakcie Świąt Bożego Narodzenia karze dzieci, które źle się zachowywały przez cały rok, w przeciwieństwie do Świętego Mikołaja, który nagradza dzieci za dobre zachowanie. Popularny m.in. w Niemczech, Austrii, w północnych Włoszech, w Chorwacji i Słowenii. Krampus obchodzi swoje święto 5 grudnia, tak zwane Krampusnacht (niem. „Noc Krampusa”), dzień przed Mikołajkami.

## Wygląd
Często wyobrażany w skórze owcy lub kozy. Nosi odrażającą maskę, najczęściej z drewna lipowego. Podobnie jak diabeł, posiada rogi.

## Geneza
Według staroniemieckiej tradycji w dniu św. Mikołaja niemieccy chłopcy otrzymywali prezenty, natomiast dziewczynki otrzymywały je tydzień później – w dniu św. Łucji. Oczywiście według tradycji miano obdarowywać tylko grzeczne dzieci, natomiast te mniej grzeczne miały być nawiedzane przez Krampusa i Ruprechta. Po reformacji Marcina Lutra w 1517 r. kościół wprowadził tradycję podarków w dniu Bożego Narodzenia. Postać Krampusa miała zaś zjawiać się z Mikołajem i porywać niedobre dzieci do kosza zawieszonego na plecach. Dawniej mieszkańcy wiosek praktykowali pantomimę, przebierając się za zwierzęta, mityczne postacie i dzikich ludzi, i odbywali barwne korowody, dając początek archetypom dzisiejszego Krampusa i innych nadnaturalnych stworzeń.

## Krampuslauf

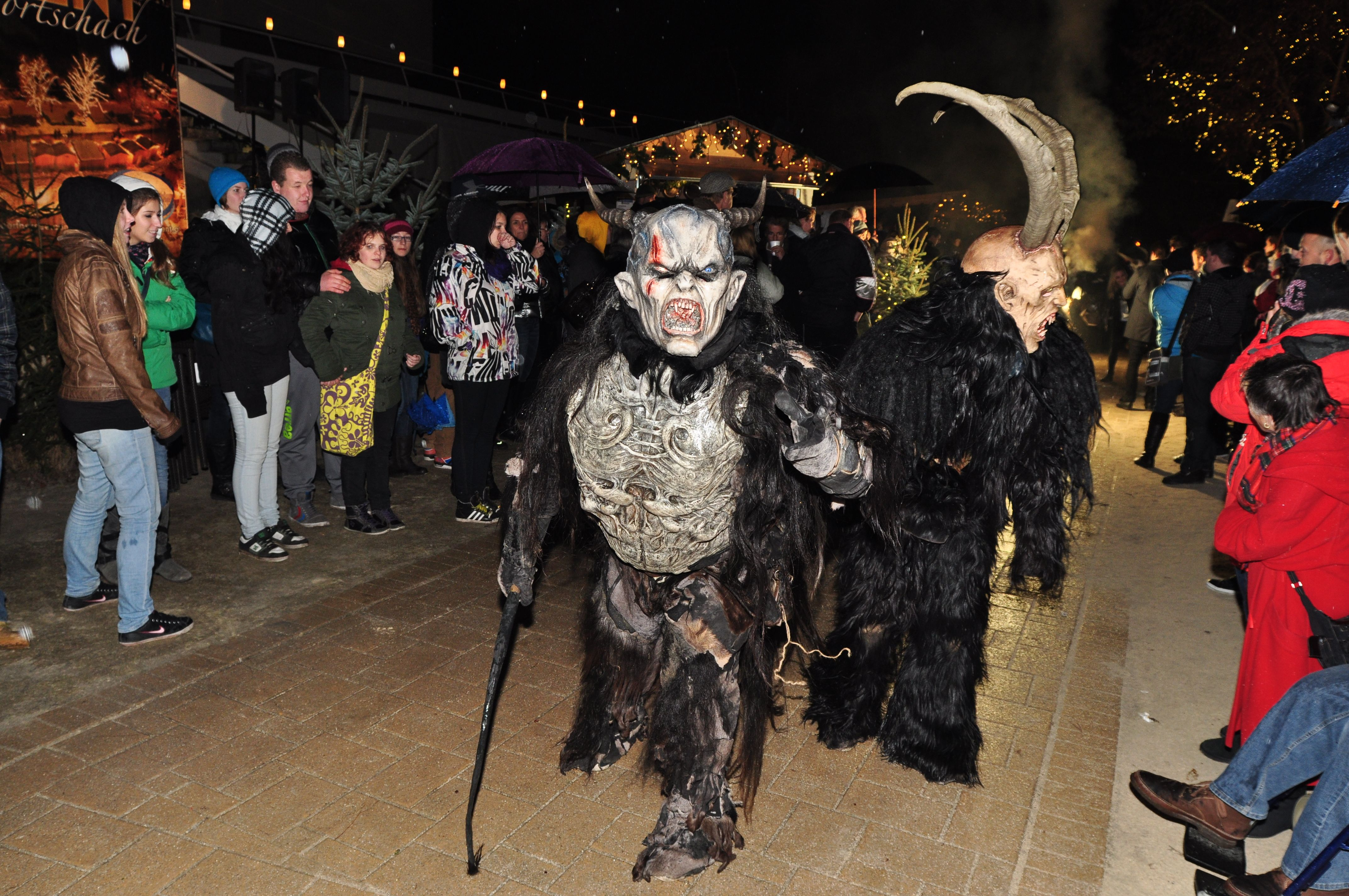
Krampuslauf w Pörtschach, Austria

To tradycyjna parada organizowana w dzień przesilenia zimowego. W Austrii w trakcie tej świątecznej procesji młodzież odziewa owczą lub kozią skórę, zwierzęce rogi oraz przerażające maski. Paradę otwierają połykacze ognia, a potem przez ulicę przechodzą przebierańcy, którzy tańczą, zaczepiając dzieci i wręczając dorosłym Krampus Schnapps (rodzaj owocowego brandy). Oprócz przerażających odsłon Krampusa pojawiają się tam również inne postacie, takie jak Mikołaj czy anioły.

## Kartki świąteczne
W niektórych krajach dostępne są kartki świąteczne przedstawiające Krampusa w roli głównej.

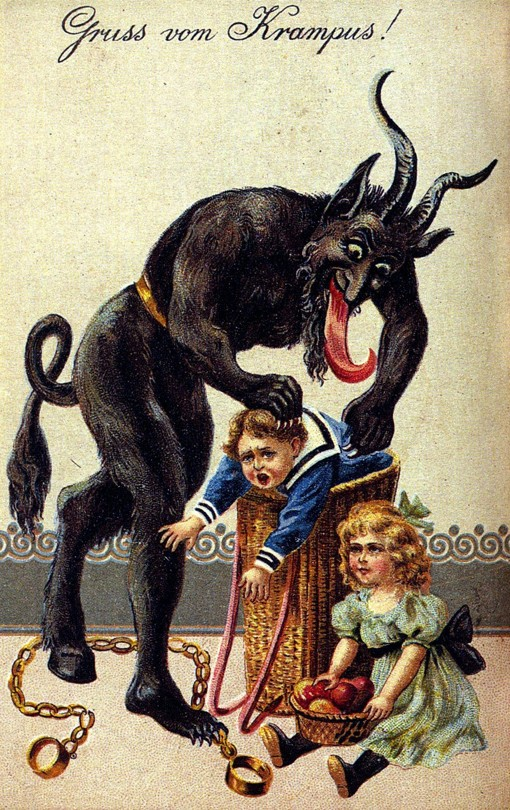
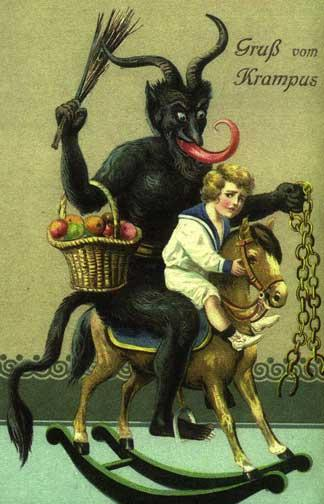
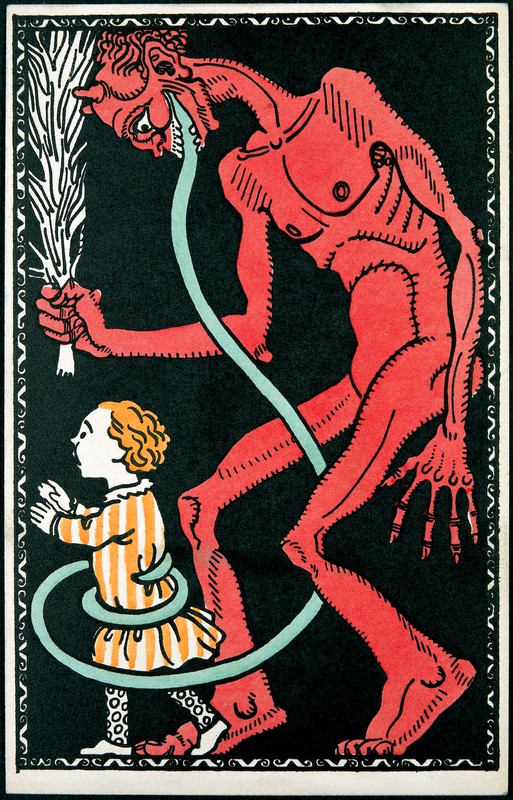
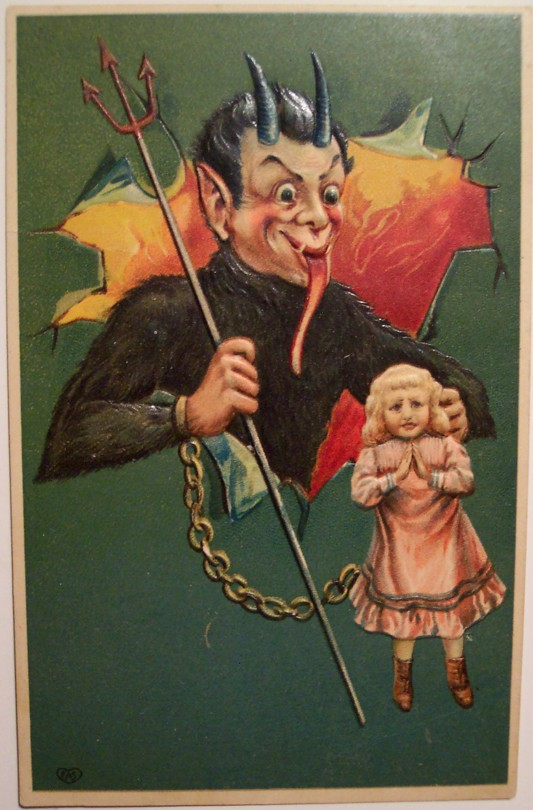
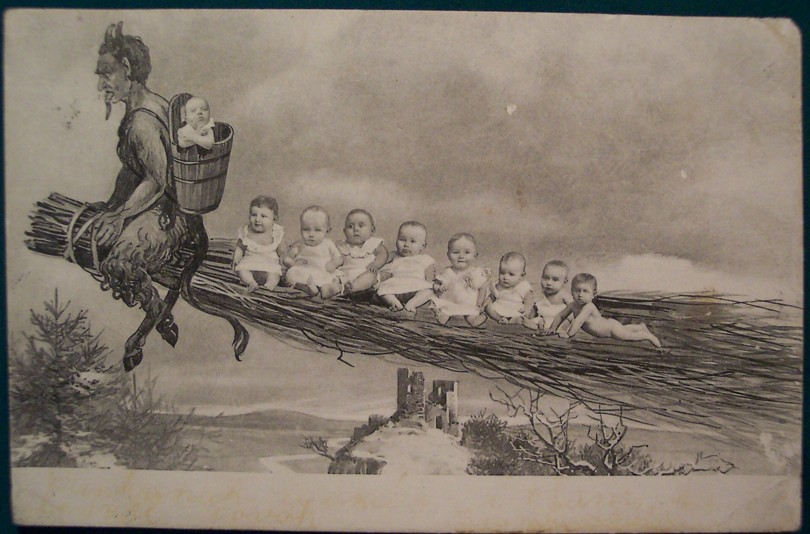

## Kultura masowa

### Film
- Krampus: The Christmas Devil reż. Jason Hull (2013)[5]
- Krampus: The Reckoning reż. Robert Conway (2015)[5]
- Koszmarna opowieść wigilijna reż. Steven Hoban (2015)[5]
- Krampus. Duch Świąt reż. Michael Dougherty (2015)[6]
- Mother Krampus reż. James Klass (2017)[5]

### Telewizja
- Reklama amerykańskiej stacji telewizyjnej G4 (2003)[7]
- The Venture Bros., odcinek A Very Venture Christmas reż. Christopher McCulloch (2004)
- Scooby Doo i Brygada Detektywów, odcinek Gniew krampusa reż. Victor Cook (2010)
- Grimm, odcinek Dwanaście dni krampusa reż. Tawnia McKiernan (2013)
- Hotel Transylwania: Serial, odcinek The Fright Before Creepmas reż. Robin Budd (2017)